# Ernest (Pennsylvanie)
Pour les articles homonymes, voir Ernest.
Ernest est un borough situé au centre du comté d'Indiana, en Pennsylvanie, dans le nord-est des États-Unis. En 2010, il comptait une population de 462 habitants.

## Démographie
Lors du recensement de 2010, le borough comptait une population de 462 habitants. Elle est estimée, en 2019, à 443 habitants.

### Source de la traduction
- (en) Cet article est partiellement ou en totalité issu de l’article de Wikipédia en anglais intitulé « Ernest, Pennsylvania » (voir la liste des auteurs).